# 高橋一哉
高橋 一哉（たかはし かずや、1986年3月4日 - ）は日本中央競馬会 (JRA) ・栗東トレーニングセンターに所属している調教師。

## 来歴
新潟大学の馬術部から馬乗り人生をスタート。
2010年10月、JRA競馬学校厩務員課程に入学する。
2012年2月に栗東・村山明厩舎所属の調教助手となり、2018年2月には栗東・鈴木孝志厩舎所属の調教助手となる。
2023年12月、9度目の挑戦で調教師試験に合格。
2024年3月6日に厩舎を開業。通例では1年間は技術調教師として他厩舎などで研修しつつ準備を整えるが約3か月と短かい準備期間で、2024年度の合格組からただひとり新規開業した。定年のため調教師を引退した安田隆行厩舎より2023年の京都ハイジャンプを制したダイシンクローバーを引き継ぐ。3月10日には初出走となるレースに、大根田裕之厩舎より転厩したムガが出走するも10着。

## 調教師成績
|            | 日付          | 競馬場・開催  | 競走名               | 馬名               | 頭数 | 人気 | 着順 |
| ---------- | ------------- | ------------- | -------------------- | ------------------ | ---- | ---- | ---- |
| 初出走     | 2024年3月10日 | 1回中京2日6R  | 4歳以上1勝クラス     | ムガ               | 10頭 | 5    | 10着 |
| 初勝利     | 2024年3月16日 | 1回阪神7日12R | 4歳以上1勝クラス     | ハクサンバード     | 14頭 | 2    | 1着  |
| 重賞初出走 | 2024年4月13日 | 3回中山7日11R | 中山グランドジャンプ | ダイシンクローバー | 12頭 | 7    | 7着  |
| 重賞初勝利 |               |               |                      |                    |      |      |      |
| GI初出走   | 2024年4月13日 | 3回中山7日11R | 中山グランドジャンプ | ダイシンクローバー | 12頭 | 7    | 7着  |
| GI初勝利   |               |               |                      |                    |      |      |      |

## 主な管理馬
- ダイシンクローバー
- ドルチェモア

## エピソード
- 中学生で競馬に興味を持ち、スペシャルウィークの日本ダービーでさらにその魅力を知る[4]。